# Jack Bender

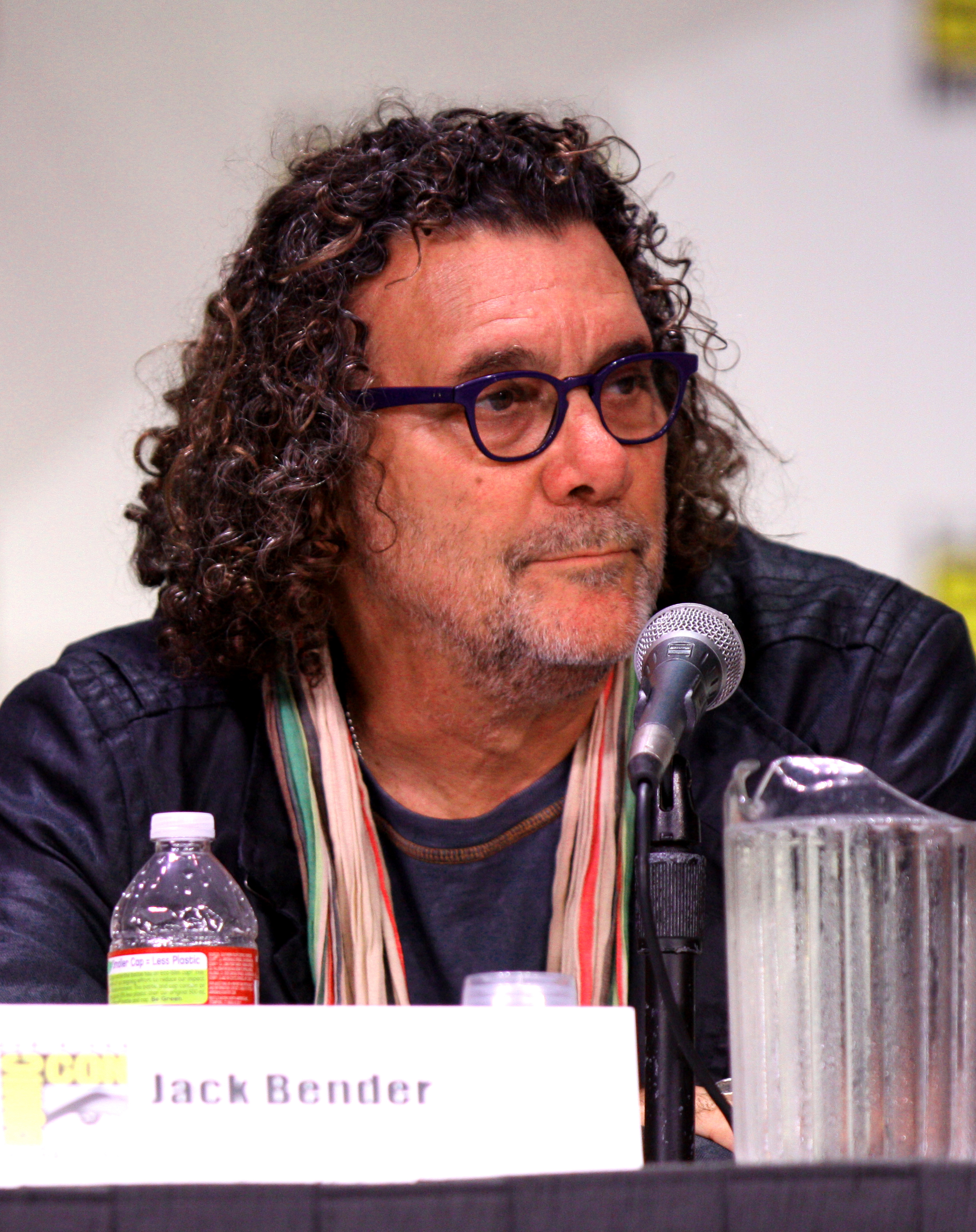
Jack Bender bei der Comic-Con 2011

Jack Bender (geb. 25. September 1949) ist ein US-amerikanischer Fernseh- und Filmregisseur, Schauspieler, Fernsehproduzent sowie Drehbuchautor.

## Leben
Jack Bender war Produzent und Regisseur der ABC-Fernsehserie, Lost. Er führte unter anderem beim Serienfinale von Lost Regie. Zudem führte Bender bei anderen bekannten Serien wie Die Sopranos, Carnivàle, Alias – Die Agentin und Boston Public Regie. Zuletzt übernahm er die Regie für zwei Folgen der sechsten Staffel von Game of Thrones.
Als Schauspieler spielte Bender in All in the Family, The Bob Newhart Show und Mary Tyler Moore mit, sowie als Nebendarsteller in The Million Dollar Duck, Savage und McNaughton's Daughter.

## Filmografie
Fernsehserien
- 1979–1981: Eight Is Enough (11 Folgen)
- 1979–1984: The Paper Chase (8 Folgen)
- 1980: Breaking Away (Folge 1x05)
- 1981: American Dream (Folge 1x05)
- 1981–1982: Falcon Crest (3 Folgen)
- 1982: King's Crossing (3 Folgen)
- 1982–1983: Fame – Der Weg zum Ruhm (Fame, 2 Folgen)
- 1986: Jack and Mike (2 Folgen)
- 1987: Ein Schicksal
- 1991: Ausgerechnet Alaska (Northern Exposure, Folge 3x10 Jugendsünden)
- 1991–1993: I'll Fly Away (6 Folgen)
- 1992–1995: Beverly Hills, 90210 (3 Folgen)
- 1993: Ned Blessing: The Story of My Life and Times (Folge 1x01)
- 1994: Danielle Steels Familienbilder (Family Album, 2 Folgen)
- 1996–1998: Profiler (4 Folgen)
- 1999–2001: Für alle Fälle Amy (Judging Amy, 6 Folgen)
- 2000: Felicity (3 Folgen)
- 2000: Boston Public (Folge 1x02)
- 2000–2001: Ally McBeal (2 Folgen)
- 2000–2001: That's Life (2 Folgen)
- 2001–2004: Alias – Die Agentin (Alias, 11 Folgen)
- 2001–2006: Die Sopranos (The Sopranos, 4 Folgen)
- 2002: Girls Club (Folge 1x02)
- 2003: Presidio Med (Folge 1x11)
- 2003: Boomtown (Folge 1x17)
- 2003: Die himmlische Joan (Joan of Arcadia, Folge 1x01)
- 2003: The Lyon's Den (Folge 1x05)
- 2003, 2005: Carnivàle (2 Folgen)
- 2004–2010: Lost (39 Folgen)
- 2007–2008: Lost: Missing Pieces (Miniserie, 13 Folgen)
- 2011: Alphas (Folge 1x01 Zeit zu töten)
- 2012: Alcatraz (5 Folgen)
- 2013–2014: Under the Dome (9 Folgen)
- 2014–2015: The Last Ship (8 Folgen)
- 2016: Game of Thrones (2 Folgen)
- 2016: Falling Water (2 Folgen)
- 2017–2019: Mr. Mercedes (23 Folgen)
- 2022: From (4 Folgen)

Filme
- 1981: A Real Naked Lady (Kurzfilm)
- 1982: In Love with an Older Woman (Fernsehfilm)
- 1983: Two Kinds of Love (Fernsehfilm)
- 1984: High School U.S.A. (Fernsehfilm)
- 1984: Shattered Vows (Fernsehfilm)
- 1985: Deadly Messages (Fernsehfilm)
- 1985: Letting Go (Fernsehfilm)
- 1985: The Return of the Living Zombies (The Midnight Hour, Fernsehfilm)
- 1988: Side by Side (Fernsehfilm)
- 1988: Tricks of the Trade (Fernsehfilm)
- 1989: My Brother's Wife (Fernsehfilm)
- 1989: Charlie (Fernsehfilm)
- 1990: The Dreamer of Oz (The Dreamer of Oz: The L. Frank Baum Story, Fernsehfilm)
- 1991: Im Schatten des Todes (The Perfect Tribute, Fernsehfilm)
- 1991: Chucky 3 (Child’s Play 3)
- 1992: Love Can Be Murder (Fernsehfilm)
- 1994: Armed and Innocent – Ein Junge gegen die Killer (Armed and Innocent, Fernsehfilm)
- 1994: Gambler V: Playing for Keeps (Fernsehfilm)
- 1995: New York News – Jagd auf die Titelseite (New York News, Fernsehserie)
- 1995: Ärztinnen – Auf Leben und Tod (Nothing Lasts Forever, Fernsehfilm)
- 1995: Lone Justice 2
- 1996: Schmerzen der Schönheit (A Face to Die For, Fernsehfilm)
- 1996: Tödliches Erwachen (Sweet Dreams, Fernsehfilm)
- 1997: Eifersüchtig – Verrat einer Freundin (Friends ’Til the End, Fernsehfilm)
- 1997: Das mörderische Klassenzimmer (Killing Mr. Griffin, Fernsehfilm)
- 1997: A Call to Remember (Fernsehfilm)
- 1998: Sturm über Mississippi (The Tempest, Fernsehfilm)
- 1999: It Came from the Sky (Fernsehfilm)
- 1999: My Little Assassin (Fernsehfilm)
- 2000: The David Cassidy Story (Fernsehfilm)
- 2003: The Lone Ranger (Fernsehfilm)
- 2008: The Prince of Motor City (Fernsehfilm)
- 2011: Weekends at Bellevue (Fernsehfilm)
- 2013: Rewind (Fernsehfilm)
- 2018: Tower of Song: A Memorial Tribute to Leonard Cohen (Dokumentarfilm)